# Ministre à portefeuille
Vous pouvez aider à l'améliorer ou bien discuter des problèmes sur sa page de discussion.
- Le fond est à vérifier. Si vous venez d’apposer le bandeau, merci d’indiquer ici les points à vérifier. (Marqué depuis juin 2020)

Vous pouvez aider à l'améliorer ou bien discuter des problèmes sur sa page de discussion.
- Il ne cite pas suffisamment ses sources. Vous pouvez indiquer les passages à sourcer avec {{référence nécessaire}} ou {{Référence souhaitée}}, et inclure les références utiles en les liant aux notes de bas de page. (Marqué depuis juin 2020)
- Il adopte un point de vue régional ou culturel particulier et nécessite une internationalisation. (Marqué depuis juin 2020)

- Archive Wikiwix
- Bing
- Cairn
- DuckDuckGo
- E. Universalis
- Gallica
- Google
- G. Books
- G. News
- G. Scholar
- Persée
- Qwant
- (zh) Baidu
- (ru) Yandex
- (wd) trouver des œuvres sur Wikidata

On appelle ministre à portefeuille un ministre chargé par son gouvernement d'une activité spécifique : travail, économie, santé, etc.
Ils sont appelés ainsi car ils sont supposés recevoir du Président de la République un porte-document contenant leurs titres et leurs fonctions.
Chaque ministre « à portefeuille » dirige son ministère.